# 33rd Infantry Division (United States Army)
La 33rd Infantry Division (33ª Divisione di fanteria) era una divisione di fanteria dell'Army National Guard e dell'esercito degli Stati Uniti che ha partecipato alla Prima ed alla seconda guerra mondiale.
Attivata per la prima volta nel 1914 come 12th Infantry Division della guardia nazionale di Illinois e Indiana, nel 1917 fu riorganizzata per includere uomini provenienti solo dal Illinois e nello stesso anno, rinominata 33rd Infantry Division, chiamata nel servizio federale per partecipare alla Prima guerra mondiale venne organizzata a Camp Logan in Texas. Tornata dal Lussemburgo negli Stati Uniti nel maggio 1919 venne disattivata nel giugno dello stesso anno a Camp Grant in Illinois.
Nel 1921 venne riattivata ed entrò a far parte del ruolino della riserva, il 5 marzo 1940 fu richiamata nel servizio federale durante la mobilitazione precedente all'entrata in guerra degli Stati Uniti nella Seconda guerra mondiale, venendo organizzata a Camp Forrest in Tennessee. Dopo aver prestato servizio nel teatro di guerra del Pacifico sud-occidentale, venne disattivata il 5 febbraio 1946.
Il 7 novembre 1946 venne nuovamente attivata fino alla sua disattivazione il 1 febbraio 1968 ed al suo posto fu organizzata la 33rd Infantry Brigade che ne porta avanti il lignaggio ancora come 33rd Infantry Brigade Combat Team